# نفرتيابيت
نفرتيابت (نفرت چبت؛ "جميلة الشرق") كانت أميرة مصرية قديمة من الأسرة الرابعة. ربما كانت ابنة فرعون خوفو.

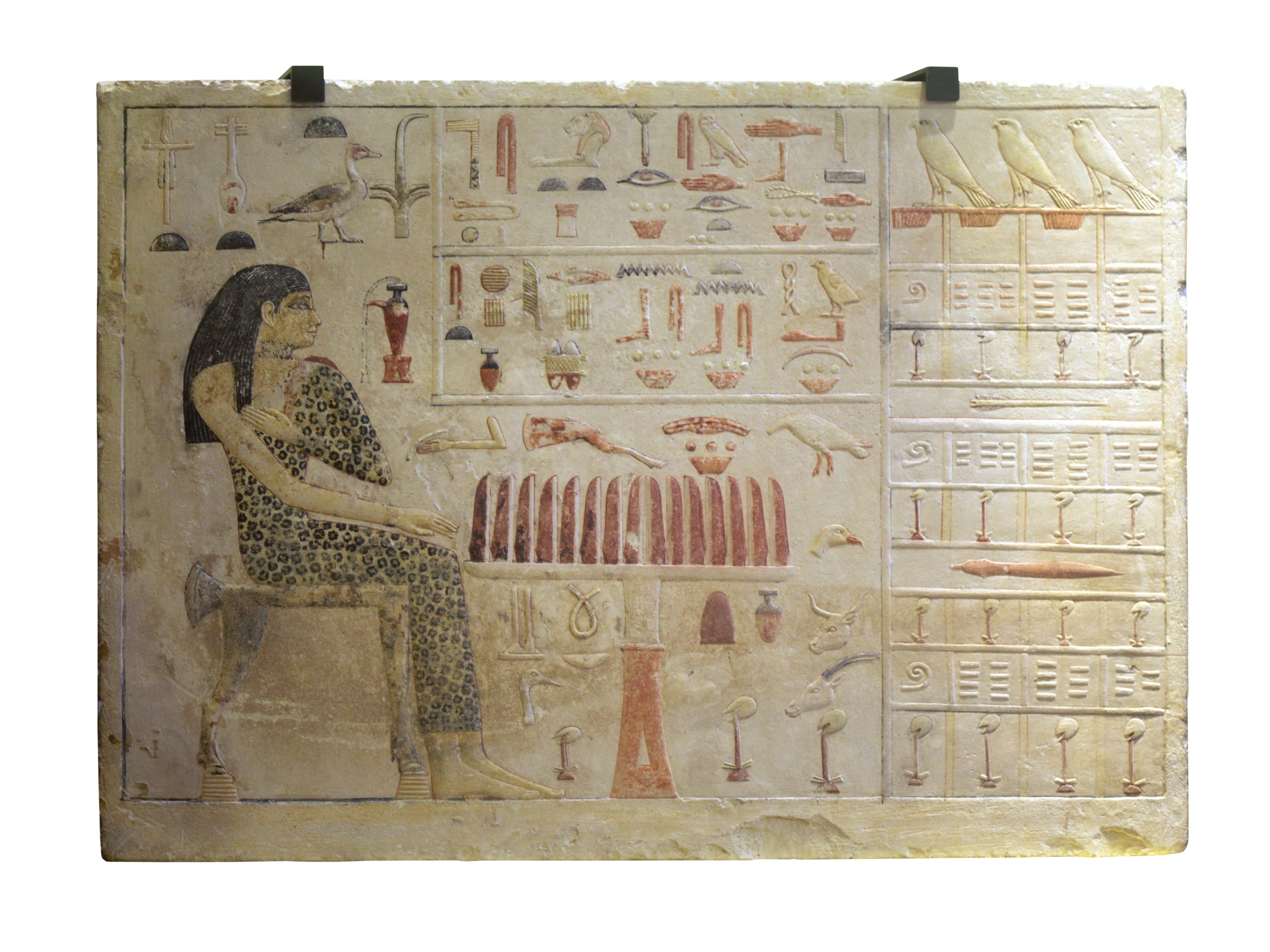
لوحة نفرتيابت بمتحف اللوفر

## مقبرة
مقبرتها بالجيزة معروفة برقم 1225. تبلغ أبعاد المصطبة حوالي 24.25 × 11.05 م. في الحجم. هناك لوحة مشهورة تصور الأميرة وهي موجودة الآن في متحف اللوفر. تظهر نفرتيابت جالسة في مواجهة اليمين. تم تصويرها بشعر مستعار طويل وثوب من جلد النمر، ومائدة القرابين أمامها. تحت المائدة تم تصوير القرابين بما في ذلك الكتان والمرهم على اليسار، وعلى اليمين قرابين من الخبز والبيرة والثور. على يمين اللوح تظهر قائمة للكتان.

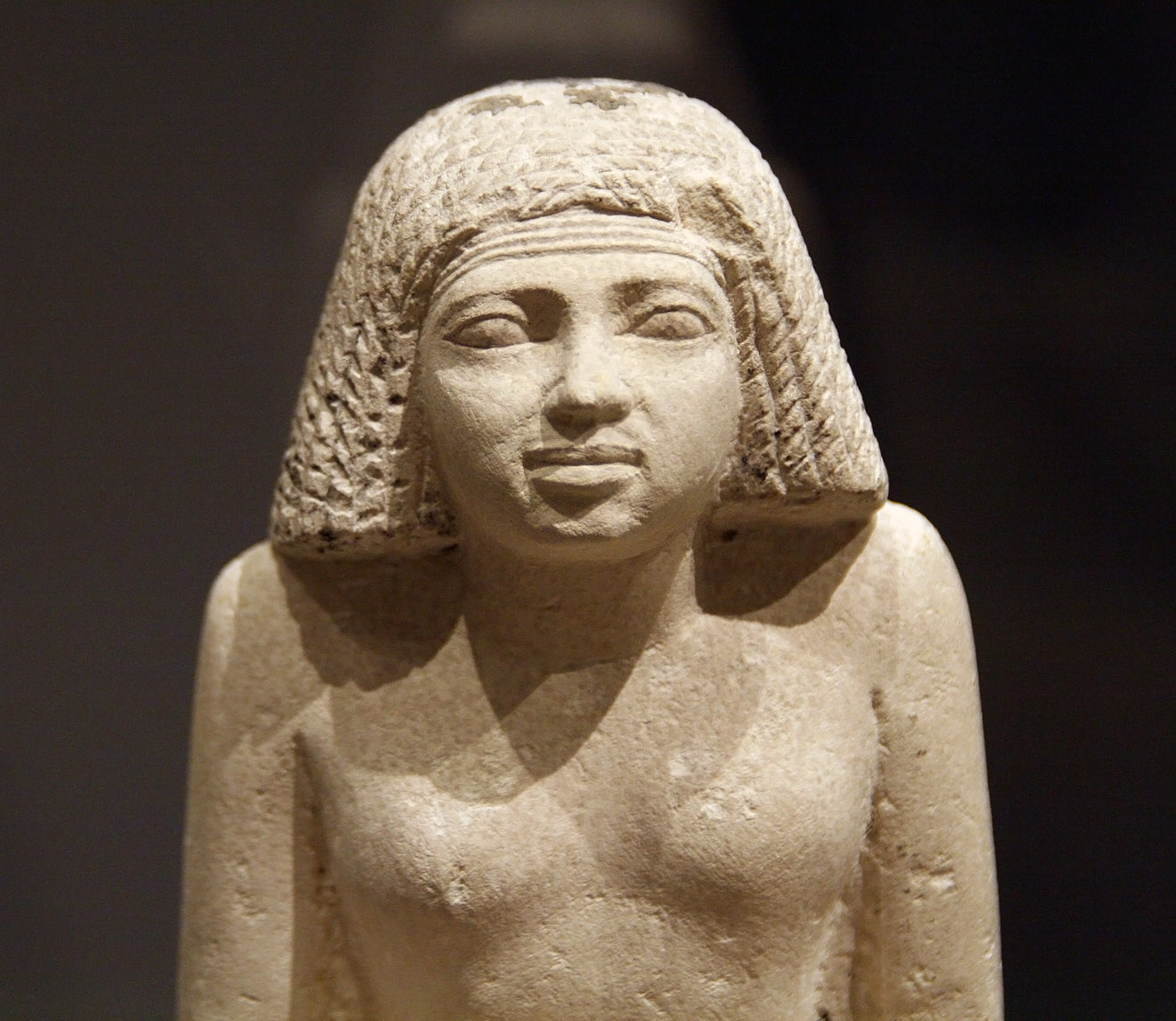
تمثال نفرتيابت الآن في متحف المجموعة الوطنية للفن المصرية.

كانت المقبرة تحتوي في الأصل على حجرة واحدة، والتي كانت تحتوي على دفن نفرتيابت. تتكون الحجرة من ممر وغرفة. تم العثور على أجزاء من تابوت من الحجر الجيري الأبيض بغطاء مسطح. وقد تم حفر حفرة كانوبية في إحدى زوايا الغرفة. تحتوي الغرفة على عدة أوعية وجرار.